# Lauren Fisher
Lauren Fisher (ur. 17 lutego 1986 w Nottingham) – brytyjska wioślarka.

## Osiągnięcia
- Mistrzostwa Świata Juniorów – Banyoles 2004 – dwójka podwójna – 9. miejsce[1].
- Mistrzostwa Świata U-23 – Glasgow 2007 – czwórka podwójna – 3. miejsce[1].
- Mistrzostwa Europy – Poznań 2007 – ósemka – 3. miejsce[1].